# Arnoldus van Torroja
Arnoldus van Torroja (overleden Verona, 30 september 1184) was de 9de grootmeester van de Orde der Tempeliers tussen 1180 en 1184.
Torroja kwam vermoedelijk uit Catalonië en was al erg op leeftijd bij zijn aanstelling als grootmeester (mogelijk was hij al 70-jaar). In 1184 ging hij naar diverse landen om geld en militaire steun te vergaren; in Italië aangekomen werd hij ziek en overleed. Hij werd opgevolgd door Gerard de Ruddervoorde.

## Graf
In februari 2018 werd de vondst van een graftombe in de "San Fermo Maggiore" kerk in Verona naar buiten gebracht. Het is zeer waarschijnlijk de laatste rustplaats van Arnoldus. De graftombe bestaat uit een stenen sarcofaag met een menselijk lichaam. Er zijn diverse analyses gedaan op het lichaam door de universiteiten van Verona, Bologna en Nottingham en zij kwamen met dezelfde bevindingen over het geraamte. Het zou de eerste bekende overgeleverde graftombe van een Tempelier grootmeester zijn.